# Kommentar des litauischen Zivilgesetzbuchs
Der Kommentar des litauischen Zivilgesetzbuchs (lit. Lietuvos Respublikos civilinio kodekso komentaras) ist der einzige Gesetzeskommentar, der das neue Zivilgesetzbuch Litauens (Civilinis kodeksas) von 2000 für die Republik Litauen zum Gegenstand hat. Die einzelnen Artikel des Gesetzbuchs werden zitiert und interpretiert. Der Kommentar gehört zur wissenschaftlichen juristischen Sekundärliteratur. Er wurde vom juristischen Fachverlag „Justitia“ in Vilnius herausgegeben.

## Autoren
- Gintautas Bartkus, Rechtsanwalt, ehemaliger Justizminister
- Šarūnas Keserauskas, ehemaliger Rechtsanwalt, Leiter der Wettbewerbsbehörde
- Valentinas Mikelėnas, Rechtsanwalt, Professor der Universität Vilnius, ehemaliger Richter im Obersten Gericht
- Vytautas Mizaras, Rechtsanwalt, Professor der Universität Vilnius
- Zita Smirnovienė (* 1953),  ehemalige Richterin im Obersten Gericht
- Algirdas Taminskas, Richter im Obersten Gericht
- Alfonsas Vileita, Dozent der Universität Vilnius